# Zeestroom

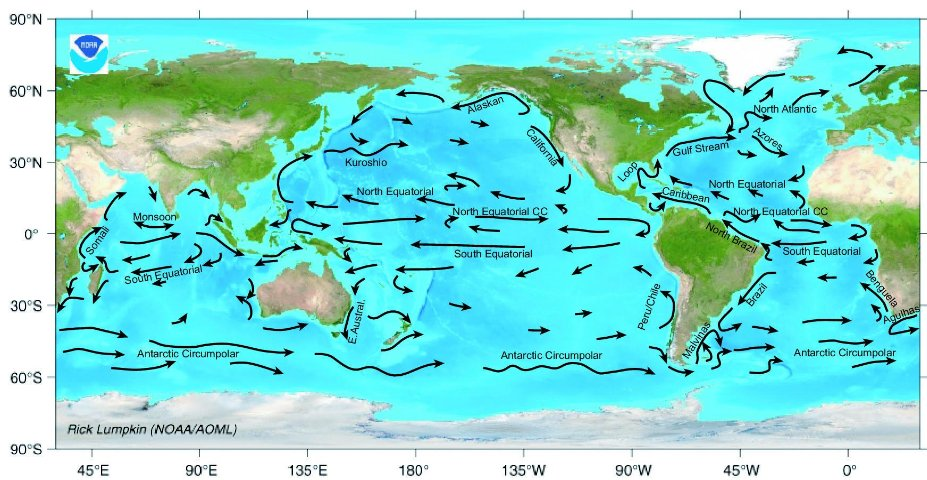
De belangrijkste zeestromingen. In werkelijkheid zijn deze complexer en veranderlijker dan deze vectoren suggereren

Zeestromen zijn continue bewegingen van het oceaanwater, voor het grootste deel veroorzaakt door de energie van de zon. Deze stromen vormen een complex en veranderlijk verschijnsel. Ze worden onderscheiden van de getijdestromen, die een cyclisch karakter hebben. Binnen de oceanen bevinden zich hoofdcirculaties die uit meerdere onderscheiden stromen bestaan. De hoofdcirculaties staan met elkaar in verbinding met een wereldwijde transportband, de thermohaliene circulatie. Dit is een combinatie van zeestromingen aan de oppervlakte, onderzeese stromingen, en opwellingen die samen de algemene circulatie vormen die het warmtetransport over de aarde verzorgt.
Het debiet wordt meestal uitgedrukt in m3/s of Sv, de snelheid in knopen of zeemijlen per dag en de richting in streken of graden waar de stroom heen gaat, dit laatste in tegenstelling tot de windrichting waarbij wordt aangegeven waar deze vandaan komt. Aan de oppervlakte is de stroming het sterkst, bij toenemende diepte neemt deze af en draait om, de Ekmanspiraal genoemd.
De stromingen zijn te zien op verschillende soorten satellietbeelden. Zo kan het warmtebeeld inzicht geven in het verloop van de stroming, terwijl ook satelliet-altimetrie hier aan bij kan dragen, doordat hiermee de hoogteverschillen kunnen worden gemeten die samenhangen met de gradiëntstroom. Ook directe metingen vinden plaats, zoals met ADCP en met verankerde en vrij drijvende boeien.

## Ontstaan en instandhouding
De belangrijkste invloeden voor het ontstaan en de instandhouding van zeestromen zijn:
1. driftstromen door wind dat het water meesleept;
2. gradiëntstromen door drukverschillen of -gradiënten door onder andere verschil in watertemperatuur en saliniteit of door opstuwing door de wind;
3. het corioliseffect door de aardrotatie;
4. inwendige wrijving tussen waterdeeltjes en -lagen.

De eerste twee brengen een stroming op gang, de laatste twee treden alleen op als er al beweging is. Andere invloeden zijn dieptecontouren, kustlijnen en andere stromen.

## Warme en koude stromen
Men onderscheid zeestromen niet alleen als drift- en gradiëntstromen, maar ook naar temperatuur:
- stromen die min of meer langs een parallel stromen en waarvan de temperatuur overeenkomt met de breedte waar ze voorkomen, zoals de westenwinddrift;
- stromen die meer een meridiaan volgen en daarmee niet overkomen met de breedte waar ze voorkomen en warmer of kouder zijn, zoals de Golfstroom, de Koero Shio en de Oost-Groenlandstroom. Koudere stromen zijn te onderscheiden in:
  - stromen die geen deel uitmaken van de hoofdcirculatie en vanuit het poolgebied naar lagere breedte stromen, zoals de Oost-Groenlandstroom, de Labradorstroom, de Falklandstroom en de Oyashio;
  - stromen die onderdeel uitmaken van het oostelijke deel van een hoofdcirculatie en voortkomen uit koude opwellingen, zoals de Perustroom en de Canarische stroom.

## Opwellingen en neerdalingen

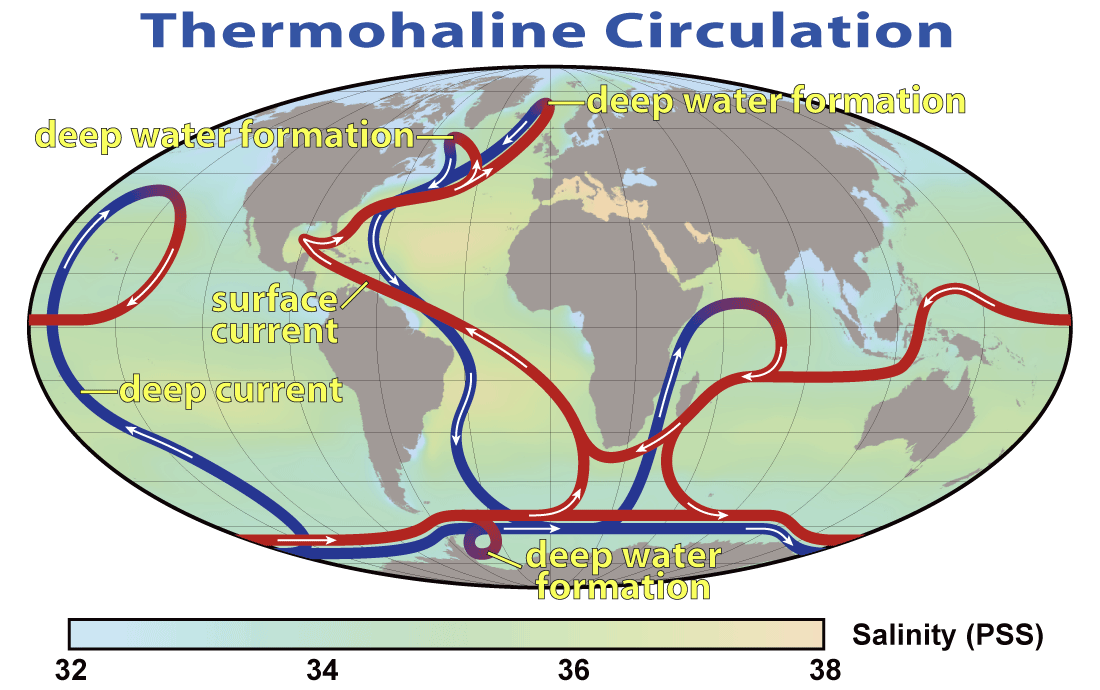
De thermohaliene circulatie met warme en koude stromen, oppervlakte- en onderstromen en opwellingen en neerdalingen.

Naast horizontale stromingen zijn er ook verticale. Een aantal maakt onderdeel uit van de thermohaliene circulatie — de transportband van de oceaan — zoals de neerdaling die plaatsvindt bij een deel van de Golfstroom bij Groenland en Noorwegen. Door verdamping is het water zouter en daarmee zwaarder geworden. Door afkoeling op de hogere breedte wordt dit versterkt en zinkt het water naar de bodem. Hierbij wordt een hoeveelheid warmte afgegeven die overeenkomt met zo'n 30% van de zonnewarmte, reden voor het voor deze breedte relatief milde klimaat in Noordwest-Europa. Het neergedaalde water keert vervolgens als trage onderstroom terug naar de evenaar.
Niet alle opwellingen en neerdalingen zijn onderdeel van de transportband. Direct aan de kust kan de stroming niet veel anders dan parallel aan de kust lopen. Als de wind ook min of meer parallel aan de kust loopt, treedt iets verder van de kust Ekmantransport op. Als dit van de kust af is, zorgt dit voor een divergentie en daarmee voor een opwelling. Als het Ekmantransport naar de kust toe is, treedt convergentie en daarmee een neerdaling van water op. De richting van het Ekmantransport hangt af van de windrichting en op welk halfrond dit zich afspeelt. Daarnaast treedt bij de evenaar opwelling op en kan dit ook het geval zijn bij orkanen.
Opwellingen brengen naar de zeebodem gezakte organismen omhoog, wat rijke voedingsstoffen biedt, zodat gebieden van opwelling rijk aan leven zijn. Een afname hiervan, zoals El Niño waarbij de thermocline lager komt te liggen, kan voor vissterfte zorgen.

## Ringstromen

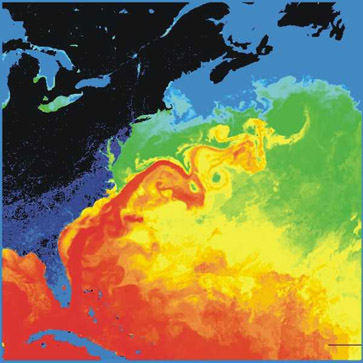
Uit deze warmte-opname van de Golfstroom blijkt de complexiteit.

Bij stromen die sterk meanderen kunnen zich ringstromen afscheiden. Dit gebeurt onder andere bij de Golfstroom. Deze ringstromen kunnen een doorsnede hebben tussen de 60 en 180 zeemijlen en kunnen maanden tot jaren blijven bestaan. Ringstromen ten noorden van de Golfstroom hebben een warme kern en een anticyclonale stroming. Ten zuiden is de stroming cyclonaal rond een koude kern. Jaarlijks ontstaan zo 5 à 8 ringstromen rond de Golfstroom. Dit komt ook voor bij de Koero Shio en de Agulhasstroom. De grootste ringen komen voor bij de Loop current, waar eddy's een omvang van zo'n 250 mijl kunnen bereiken. Deze verplaatsen zich na loslating waarbij stroomsnelheden tot 4 knopen kunnen voorkomen, wat een ernstige belemmering kan zijn voor offshorewerkzaamheden in de Golf van Mexico.

## Weersinvloed
Zij verzorgen een enorm warmtetransport en zijn daarmee van grote invloed op het weer. Zo heeft Noordwest-Europa een zacht klimaat door de invloed van het warme water van de Golfstroom, die langs de Europese kust warm water uit het gebied van de Antillen aanvoert. Hierdoor heeft Amsterdam een gemiddeld hogere temperatuur dan New York, terwijl New York even noordelijk ligt als Madrid en Barcelona. Voor de kust van het noordoosten van de Verenigde Staten loopt echter een uitvloeisel van de Labradorstroom, die koud water uit de poolstreek tussen Canada en Groenland naar het zuiden voert. Waar deze de Golfstroom raakt, treedt vaak mistvorming op. Dit raakvlak heeft over het algemeen een grillig verloop en wordt de cold wall genoemd.

## Zeestromen
De verschillende oceanen hebben allen belangrijke zeestromen, waarvan een aantal een hoofdcirculatie of kringloop (gyre) binnen die oceaan vormen:

### Noordatlantische Oceaan
- Hoofdcirculatie (Sargassozee)
  - Noordequatoriale stroom
  - Antillenstroom
  - Golfstroom
  - Noord-Atlantische stroom of drift
  - Portugalstroom
  - Canarische stroom
- Loop current
- Floridastroom
- Labradorstroom
- West-Groenlandstroom
- Oost-Groenlandstroom
- Irmingerstroom
- Guyanastroom
- Caribische stroom
- Equitoriale stroom
- Guineestroom

### Zuidatlantische Oceaan
- Hoofdcirculatie
  - Zuidequatoriale stroom
  - Braziliëstroom
  - Westenwinddrift
  - Benguelastroom
- Falklandstroom

### Noord-Pacific
- Hoofdcirculatie
  - Noordequatoriale stroom
  - Koero Shio
  - Noordpacifische stroom
  - Alaskastroom
  - Californische stroom
- Oyashio (Koerillenstroom)
- Equatoriale tegenstroom
- Aleoetenstroom

### Zuid-Pacific
- Hoofdcirculatie
  - Zuidequatoriale stroom
  - Oost-Australische stroom
  - Westenwinddrift
  - Perustroom
- Equatoriale tegenstroom
- Humboldtstroom

### Noordindische Oceaan
Hier wordt het beeld niet bepaald door een hoofdcirculatie, maar door de moessons.
- Moessondrift
- Equatoriale tegenstroom
- Somalistroom

### Zuidindische Oceaan
- Hoofdcirculatie
  - Zuidequatoriale stroom
  - Agulhasstroom
  - Westenwinddrift
  - Westaustralische stroom
- Mozambiquestroom